# Kosmosradweg
Der Kosmosradweg ist ein Radwanderweg, der einen Teil der Vulkaneifel auf fast steigungsfreier Strecke erschließt.
Er verbindet die Eifel-Stadt Daun mit Meerfeld und dem größten Eifelmaar, dem Meerfelder Maar. Neben der Naturlandschaft der Region bietet er einen Einblick in unser Sonnensystem und den Kosmos. Dabei versucht er ein Gefühl für die gigantischen Entfernungen und Zeiträume des uns umgebenden Universums zu vermitteln. Der Weg ist in zwei Bereiche aufgeteilt. Zwischen dem Kurpark Daun und der Bleckhausener Mühle ist ein Planetenweg im Maßstab 1:500 Millionen angelegt, ein Meter des Weges entspricht somit 500.000 km im Sonnensystem. Im zweiten Abschnitt zwischen der Brücke an der Bleckhausener Mühle, die über die Kleine Kyll führt, und dem Meerfelder Maar entsprechen die Strecken nicht mehr Entfernungen, sondern Zeitabschnitten: Jeder Meter steht für drei Millionen Jahre. Dabei wird die Zeit vom Urknall bis heute demonstriert.
Die familienfreundliche Strecke ist in beiden Richtungen einheitlich mit dem Radweg-Logo gekennzeichnet.

## Streckenverlauf Daun–Meerfeld
Die Route startet im Kurpark von Daun mit unmittelbarem Abschluss an den Maare-Mosel-Radweg. Sie führt über die Dauner Stadtteile Gemünden, mit dem Gemündener Maar, und Pützborn über Oberstadtfeld mach Niederstadtfeld. Von Niederstadtfeld bis zur Bleckhausener Mühle, die zwischen Schutz und Meerfeld liegt, verläuft die Strecke parallel zur Kleinen Kyll. Nach der Mühle sind es nur noch gut fünf Kilometer bis Meerfeld und dem dortigen Maar. Die nahe Eifelstadt Manderscheid mit ihren Burgen ist, über die Landesstraße L16, nur sechs Kilometer von der Mühle entfernt.

## Landschaft und Kultur
Die Landschaft, durch die der Kosmosradweg führt, ist durch ihren vulkanischen Charakter geprägt. 2,5 km bis 3,5 km südöstlich vom Startpunkt Daun befinden sich die sogenannten Dauner Maare, drei unmittelbar aneinandergrenzende Maare, die nur durch ihre Tuffwälle getrennt sind; das Gemündener Maar, das Weinfelder Maar und das Schalkenmehrener Maar. Die Kreis- und Kurstadt Daun wird von der Burg Daun überragt und beherbergt außerdem das Eifel-Vulkanmuseum. Die Route führt vorbei am Gemündener Maar durch kleine Eifelorte entlang der Kleinen Kyll bis zur Bleckhausener Mühle. Nach dem Verlassen der Kleinen Kyll wird am Zielort das größte Maar der Eifel, das Meerfelder Maar erreicht. Ein Abstecher in das nur wenige Kilometer entfernte Eifelstädtchen Manderscheid lohnt sich, denn hier gibt es die beiden Manderscheider Burgruinen Oberburg und Niederburg sowie das Maarmuseum zu sehen.
Die auf den beiden Abschnitten Daun – Bleckhausener Mühle und Bleckhausener Mühle – Meerfeld modulieren Aspekte des Universums Entfernung und Zeit, bieten dem interessierten Radwanderer viele Informationen zu diesen Themen. Darüber hinaus wird auf den Informationstafeln auch Wissen über die Vulkaneifel angeboten.

Bilder am Weg
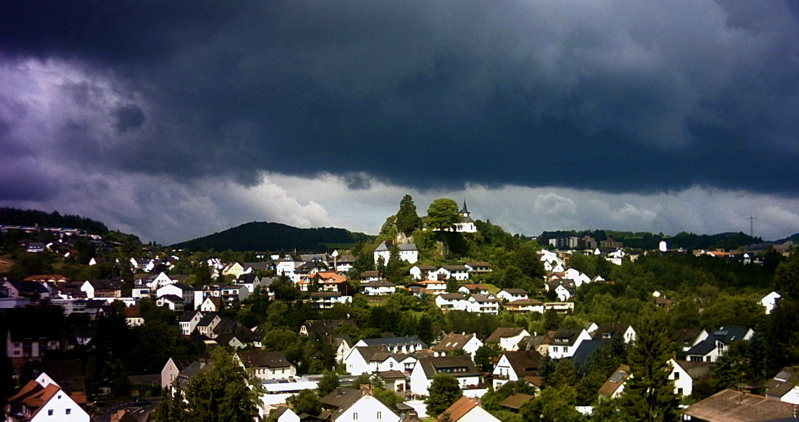
Stadt Daun mit Burgberg
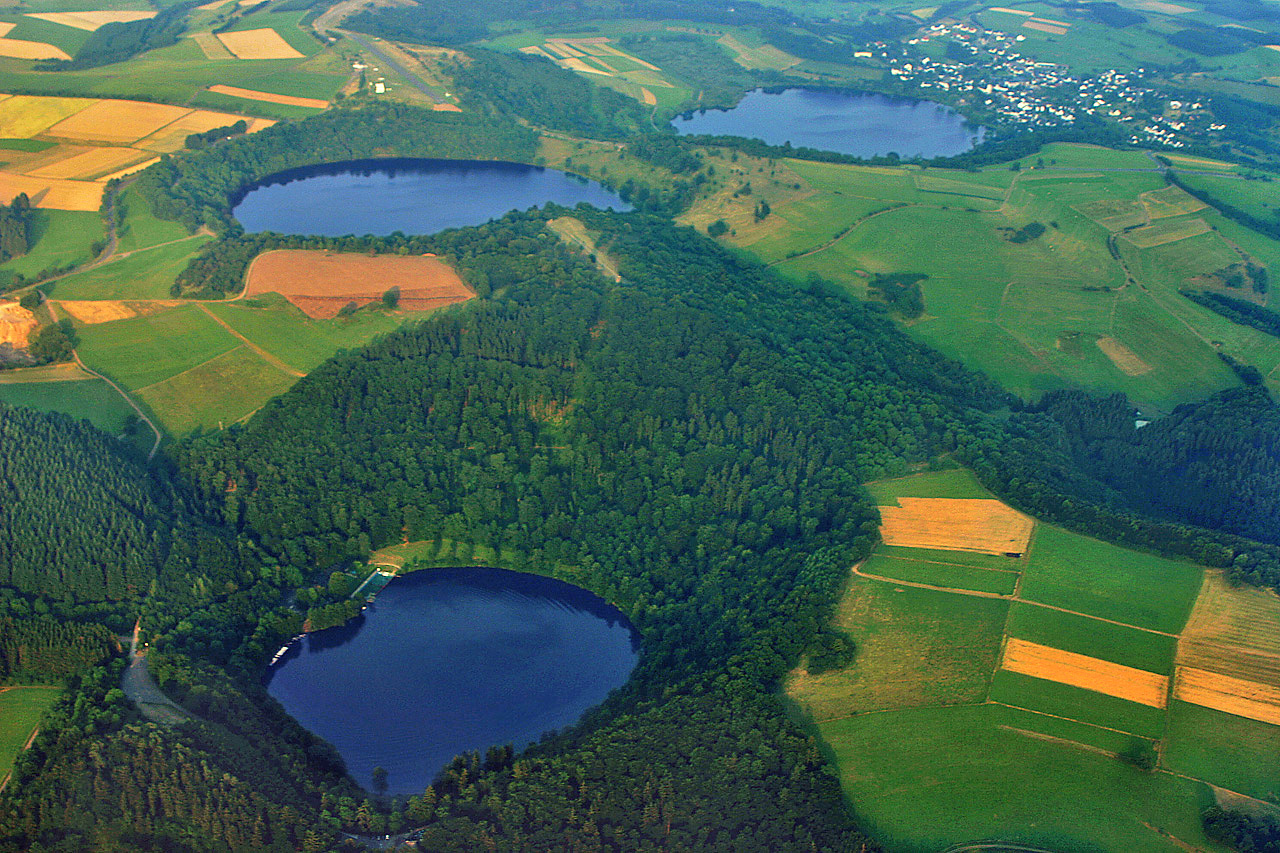
Gemündener-, Weinfelder-, Schalkenmehrener Maar
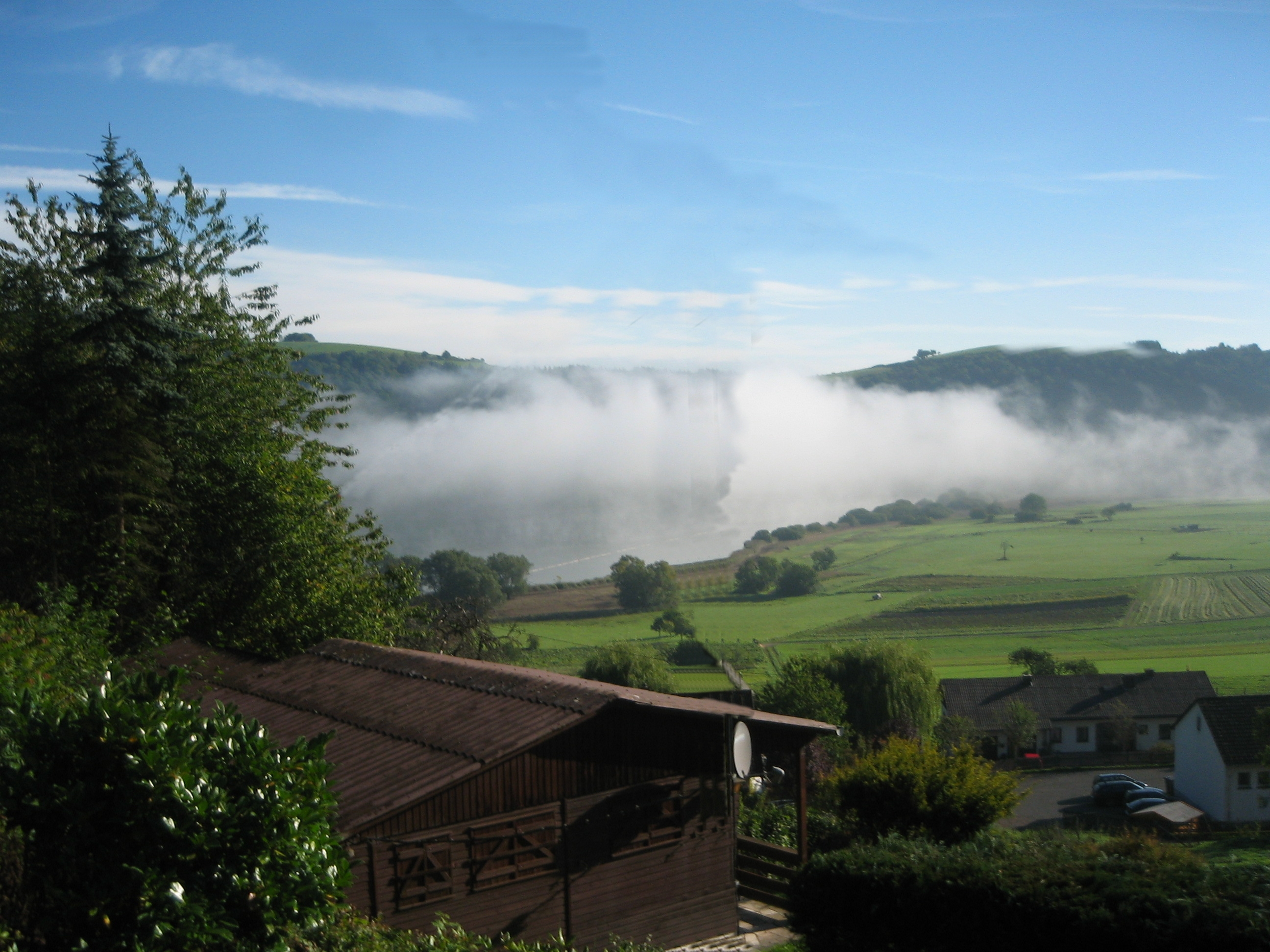
Meerfelder Maar im Nebel
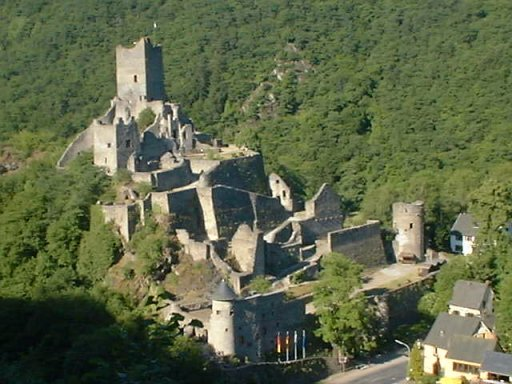
Ruine der Niederburg Manderscheid
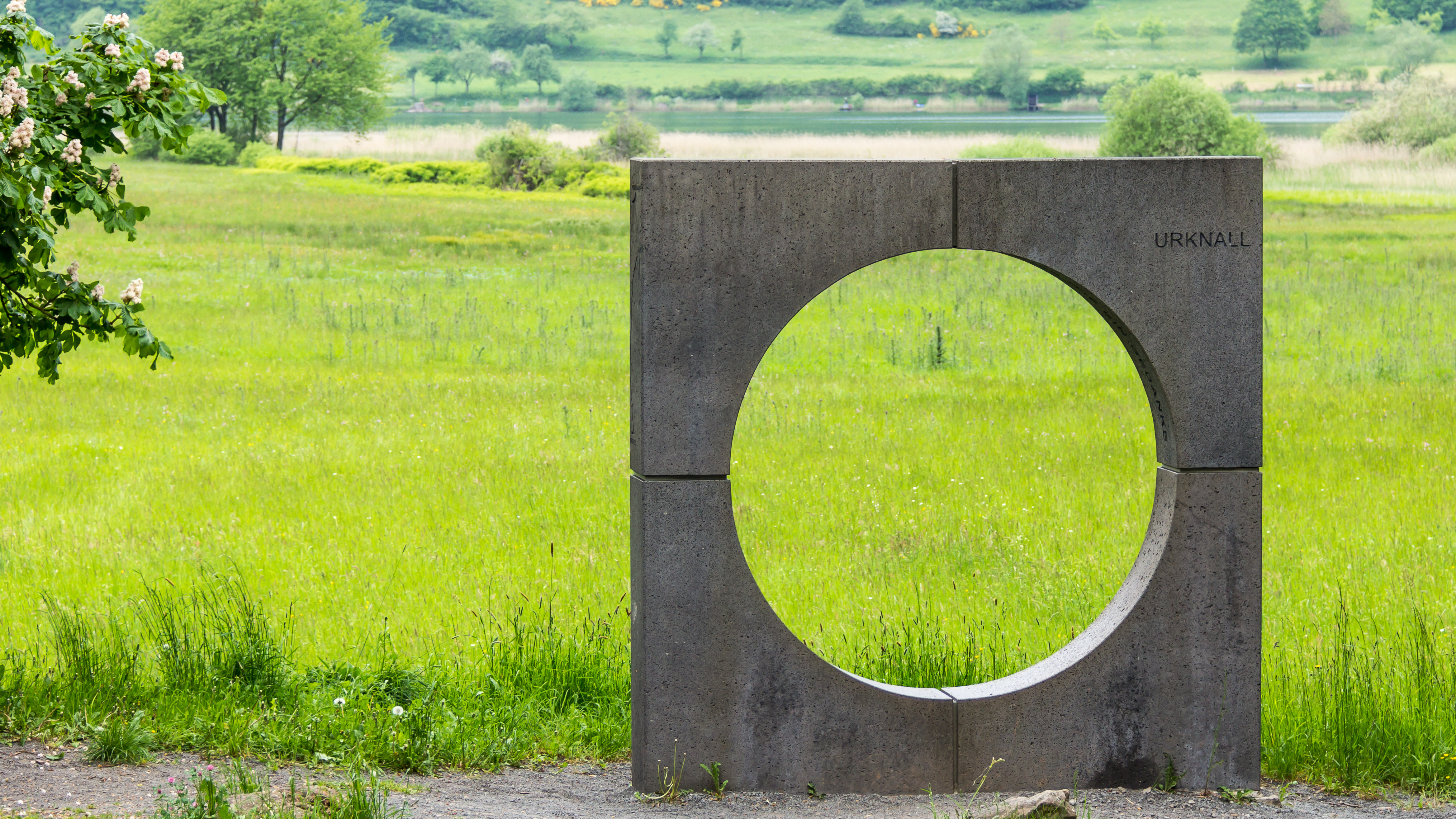
Urknall am Meerfelder Maar

## Bahn- und Busanbindung
Die Buslinie "Regioradler Vulkaneifel" Regioline 500 verkehrt zwischen Cochem an der Mosel und Gerolstein in der Vulkaneifel und bindet unterwegs auch Ulmen und Daun an. Während die Line RegioLinie 300 als Radlerbus zwischen Bernkastel, Wittlich und Daun die Strecke entlang des Maare-Mosel-Radweges bedient. Diese Busse verkehren täglich vom 1. April bis 1. November und haben Platz für 22 Fahrräder.
Auf der Strecke Kaisersesch – Daun – Gerolstein der ehemaligen Eifelquerbahn verkehrten von 2000 bis 2013 Schienenbusse und aufgearbeitete Personenzüge der Vulkan-Eifel-Bahn (VEB). Der Betrieb im Zwei-Stunden-Takt war allerdings auf die Saison von Mai bis Oktober auf Wochenenden und Feiertage beschränkt. In den Orten Dockweiler und Rengen gab es Haltepunkte dieser Strecke.

## Anschlussradwege
Kalkeifel-Radweg und Kosmosradweg sowie die Mineralquellen-Route sind wichtige Längs- und Querverbindungen sowie Ergänzungen für den Kyll-Radweg, den Maare-Mosel-Radweg und den Ahr-Radweg. So führt der Kalkeifel-Radweg vom Kyll-Radweg nach Norden zum Ahr-Radweg. Während die Mineralquellen-Route den Ahr-Radweg mit dem Maare-Mosel-Radweg und dem Eifel-Ardennen-Radweg verbindet. Über Daun hinaus verlängert der Kosmosradweg als Anschluss an den Maare-Mosel-Radweg und den Eifel-Ardennen-Radweg das Radwegenetz der Region.

Siehe auch:
- Liste der Radfernwege in Deutschland
- Liste der Radwege in Rheinland-Pfalz